# Platanosphaera
Platanosphaera är ett släkte av kräftdjur. Platanosphaera ingår i familjen klotgråsuggor.
Kladogram enligt Catalogue of Life:
| Platanosphaera | \| \| Platanosphaera ariadnae \| \| \| \| \| \| Platanosphaera kournasensis \| \| \| \| |
|                | \| \| Platanosphaera ariadnae \| \| \| \| \| \| Platanosphaera kournasensis \| \| \| \| |
|                | Alloschizidium                                                                          |
|                |                                                                                         |
|                | Armadillidium                                                                           |
|                |                                                                                         |
|                | Ballodillium                                                                            |
|                |                                                                                         |
|                | Cristarmadillidium                                                                      |
|                |                                                                                         |
|                | Cyphodillidium                                                                          |
|                |                                                                                         |
|                | Echinarmadillidium                                                                      |
|                |                                                                                         |
|                | Eleoniscus                                                                              |
|                |                                                                                         |
|                | Eluma                                                                                   |
|                |                                                                                         |
|                | Paraschizidium                                                                          |
|                |                                                                                         |
|                | Paxodillidium                                                                           |
|                |                                                                                         |
|                | Schizidium                                                                              |
|                |                                                                                         |
|                | Trichodillidium                                                                         |
|                |                                                                                         |
|                | Troglarmadillidium                                                                      |
|                |                                                                                         |
|                | Typhlarmadillidium                                                                      |
|                |                                                                                         |
|                | Platanosphaera ariadnae                                                                 |
|                |                                                                                         |
|                | Platanosphaera kournasensis                                                             |
|                |                                                                                         |

|  | Platanosphaera ariadnae     |
|  |                             |
|  | Platanosphaera kournasensis |
|  |                             |